# Blastothrix orientalis
Blastothrix orientalis är en stekelart som beskrevs av Shi, Si och Wang 1995. Blastothrix orientalis ingår i släktet Blastothrix och familjen sköldlussteklar. Inga underarter finns listade.